# 波卡兰
波卡兰（Pokaran），是印度拉贾斯坦邦吉撒摩县的一个城镇。总人口19186（2001年）。

## 人口
该地2001年总人口19186人，其中男性10510人，女性8676人；0—6岁人口3588人，其中男1927人，女1661人；识字率55.77%，其中男性为67.95%，女性为41.01%。